# Siopastea bakeri
Siopastea bakeri är en fjärilsart som beskrevs av William Schaus 1922. Siopastea bakeri ingår i släktet Siopastea och familjen björnspinnare. Inga underarter finns listade i Catalogue of Life.